# Perșotravneve, Mîhailivka
Perșotravneve (în ucraineană Першотравневе) este un sat în așezarea urbană Mîhailivka din raionul Mîhailivka, regiunea Zaporijjea, Ucraina.

## Demografie
Componența lingvistică a localității Perșotravneve
     Ucraineană (71,05%)
     Rusă (26,32%)
     Belarusă (1,32%)
Conform recensământului din 2001, majoritatea populației localității Perșotravneve era vorbitoare de ucraineană (71,05%), existând în minoritate și vorbitori de rusă (26,32%) și belarusă (1,32%).